# 군포교통
군포교통(軍浦交通)은 경기도 군포시 부곡동에 근거를 둔 서울특별시의 시내버스 운수 업체이다. 차고지는 부곡동 군포공영차고지에 있고, 주사무소는 서울특별시 구로구 도림로 84에 있다. 2004년 서울특별시 버스 개편과 함께 주간선버스 업체인 서울교통네트웍에 출자하였다가 이후 컨소시엄에서 빠져나왔다.

## 회사 주요 연혁
1960년대
- 1962년 1월 23일: 서울특별시 영등포구 신길동에서 일광운수(一光運輸)[2]라는 상호로 회사 설립

1970년대 ~ 1980년대
- 1972년 1월: 일광운수에서 태광교통(泰光交通)으로 사명 변경
- 1973년 2월 19일: 도시형버스 98번(현 지선버스 5531번), 99번(현 지선버스 5624번) 등의 종점을 신길동에서 안양으로 연장하였다.
- 1977년: 차고지를 서울특별시 영등포구 신길동에서 경기도 안양시 동안구 호계동으로 이전하였다. 동시에 도시형버스 98번을 노량진~장안동 구간 단축 및 노량진~서울고속버스터미널 구간으로 연장하였다.
- 1978년: 태광교통에서 안남운수(安南運輸)로 사명 변경
- 1980년: 도시형버스 98번 종점을 서울고속버스터미널에서 대치동 은마아파트까지 연장하였다.
- 1982년: 도시형버스 98번과 동일한 노선인 좌석버스 798번을 개통하였다.
- 1983년: 도시형버스 99번 종점을 장안동에서 종로2가로 단축과 동시에 여의도 경유에서 노량진 경유로 변경하였다. 이와함께 동대문구 장안동 118-34번지에 위치한 장안동 종점을 철수하였다.
- 1987년: 차고지를 경기도 안양시 동안구 호계동에서 경기도 군포시 당동으로 이전
- 1988년 10월: 도시형버스 99번을 종점을 종로2가에서 구로공단역으로 단축과 동시에 99번 단축 및 변경으로 인한 잉여차량을 신촌교통에 매각하였다.
- 1988년 12월: 도시형버스 98번을 군포시 당동~서초동 법조단지 구간은 98번으로 대치동 ~ 중앙대학교 구간은 98-1번으로 분리운행과 동시에 도시형버스 98-1번을 신진운수(현 진화운수)에 매각하였다.[3]
- 1989년: 안남운수에서 군포교통으로 사명 변경

1990년대 ~ 2004년 서울특별시 버스 개편 이전
- 1990년 1월: 좌석버스 798번(호계동 ↔ 고속터미널)을 과천여객(현 우신버스)에 매각하였다.
- 1992년 7월: 도시형버스 104-2번(서울역 ↔ 삼청동)을 경동교통[4]과 공동배차로 개통하였다.
- 1992년 8월 11일: 본사를 구로구 구로동 103-11로 이전.
- 1992년 8월 20일：도시형버스 98번 종점을 서초동 법조단지에서 노량진으로 단축하였다.
- 1993년 7월: 도시형버스 104-2번을 마을버스로 형간전환하면서 마을버스 사업에 진출하였다.
- 1995년 3월 24일: 종로구 마을버스 104-2번(현 종로11번)을 삼청교통으로 분리독립시키면서 마을버스 사업에서 철수하였다.
- 1995년 6월 9일: 본사를 영등포구 여의도동 14-13으로 이전.
- 1995년 7월 25일: 본사를 구로구 구로동 1132-2로 이전.
- 1998년: 동부운수(서울특별시 송파구 장지동 소재, 2000년 부실경영으로 폐업)로부터 잉여면허를 인수받아 도시형버스 98번에 증차시켰다.
- 1998년 12월 15일: 본사를 구로구 구로동 103-11로 복귀.
- 2000년 2월 26일: 서울특별시 명령으로 퇴출된 유진운수로부터 도시형버스 104번(현 5623번)을 승계하여 운행을 개시하였다.
- 2001년 6월: 도시형버스 99-1번 종점을 구로디지털단지역에서 석수역으로 단축한 뒤에 지역순환버스 499번(개편후 5532번)으로 형간전환하였다.
- 2001년 7월: 군포공영차고지 개장에 따라 차고지를 당동에서 부곡동 752 군포공영차고지 내로 이전
- 2003년 11월 17일: 경기도 군포시 당동 400-5에 군포지점 개설.

2004년 서울특별시 버스 개편 이후
- 2004년 7월 1일: 2004년 서울특별시 버스 개편으로 도시형버스 98번에서 지선버스 5531번으로, 도시형버스 104번에서 지선버스 5623번으로, 지역순환버스 499번에서 지선버스 5532번 등으로 각각 변경하였으며, 99번을 대원여객에 양도하여 지선버스 5624번으로 변경하였다. 동시에 서울교통네트웍 컨소시엄에 지분을 출자하였다.
- 2005년: 군포시 당동 소재 토지에 복합상가 건물 준공.
- 2005년 7월: 지선버스 5532번 폐선
- 2005년 9월: 서울시내버스 유상감차로 인하여 면허 일부가 말소와 동시에 말소된 면허 중 1개를 서초교통에 매각하여 마을버스 서초10번에 증차시켰다.
- 2006년 6월 5일: 본사를 현 위치인 구로구 구로동 145-17로 이전.
- 2010년 8월 2일: 서울교통네트웍 컨소시엄에 빠져나오면서 간선버스 500번을 서울교통네트웍과 공동배차 실시
- 2012년 10월 31일: 건물 임대사업부문 및 직영점 운영부문을 미성산업개발주식회사로 분할.

## 운행 노선
2023년 5월 13일 기준이다.
| 운행노선 | 운행구간       | 운행구간 | 운행구간        | 배차간격 (분) | 인가 대수 | 비고                                                                                    |
| -------- | -------------- | -------- | --------------- | ------------- | --------- | --------------------------------------------------------------------------------------- |
| 500번    | 석수역         | ↔        | 을지로입구      | 4~12          | 14        | 서울교통네트웍과 공동배차로 운행한다. 석수동 구간 기점은 석수역이고, 종점은 기아대교다. |
| 5531번   | 군포공영차고지 | ↔        | 노들역          | 4~10          | 41        | 구 98번                                                                                 |
| 5623번   | 군포공영차고지 | ↔        | 여의도 환승센터 | 5~12          | 36        | 구 104번                                                                                |
| 8561번   | 신림역         | ↔        | 여의도 환승센터 | 5~11          | 2         | 맞춤버스. 2023년 2월 1일 운행 개시. 보영운수, 한성운수와 공동 운행.                     |

## 이전 보유 노선
| 운행노선 | 운행구간       | 운행구간 | 운행구간 | 비고                                                                         |
| -------- | -------------- | -------- | -------- | ---------------------------------------------------------------------------- |
| 5532번   | 군포공영차고지 | ↔        | 석수역   | 구 499, 99-1번. 2005년 7월 6일 폐선. 군포운수 군포마을버스 6번으로 대체 운행 |

### 개편 전 노선

#### 도시형버스
- 98-1번: 개포동 ↔ 중앙대학교 <1988년 12월 98번에서 분리와 동시에 신진운수(현 진화운수)에 매각>[7]
- 99번: 군포공영차고지 ↔ 구로디지털단지역 <2004년 7월 개편과 동시에 대원여객으로 노선 양도 및 5624번으로 번호 변경>
- 99-1번: 군포공영차고지 ↔ 구로디지털단지역 <2001년 6월 노선단축 및 순환버스 499번(개편후 5532번의 전신)으로 격하.>

#### 마을버스
- 104-2번: 삼청공원 ↔ 서울역 <1995년 3월 24일 삼청교통으로 분리 독립>

## 보유 차량

#### 자일대우버스
- 자일대우 NEW BS106
- 자일대우 NEW BS110

#### 현대자동차
- 현대 저상 뉴 슈퍼 에어로시티

#### KGM커머셜
- 에디슨모터스 E-화이버드
- KGM 스마트 110

#### 우진산전
- 우진산전 아폴로 1100

#### 하이거 버스
- 하이거 하이퍼스 EV

## 사업장 현황
- 본점: 서울특별시 구로구 도림로 84, 3층 (구로동)
- 군포지점: 경기도 군포시 당동 400-5
- 군포공영차고지 본사 (5531번, 5623번)
- 서울교통네트웍 석수역 영업소 내 (500번, 8561번)